# Radio Show
Radio Show, ou R.Show, fut une station de radio musicale française ayant émis sur Paris de 1982 à 1987. Elle était spécialisée dans la musique Funk/disco. 
Parmi les animateurs connus qui ont débuté à Radio Show, on peut citer Daniela Lumbroso ou le journaliste de France 3 Pascal Sanchez. Le regretté Maya un des premiers deejay à faire des mixes en direct dans son émission culte pour les amateurs de funky et disco le star maya.
Les dossiers déposés par Radio show auprès de la Haute Autorité de la communication audiovisuelle, organisme qui délivrait les autorisations d'émettre aux radios, n'ont jamais abouti à une réponse positive. Radio show était donc à même de subir des saisies de matériel, ce qui l'a amenée par précaution a cesser d'émettre à deux reprises (août à octobre 1983 et décembre 1984 à janvier 1985). C'est d'ailleurs une opération de la police judiciaire qui a mis fin à la diffusion de la radio, le 31 août 1987.
Daniela Lumbroso reprend les locaux de la défunte radio trois jours après sa fermeture pour créer Star system[réf. nécessaire].